# Чан Со Хон
Чан Со Хон (род. 23 октября 1953, КНДР) — северокорейский борец вольного стиля, серебряный призёр Олимпийских игр, серебряный призёр Азиатских игр.

## Биография
В 1978 году завоевал серебряную медаль Азиатских игр
В 1980 году на Олимпийских играх выступал в соревнованиях по вольной борьбе в первом наилегчайшем весе, и сумел завоевать серебряную медаль Олимпийских игр, чисто победив Сергея Корнилаева и будучи снят за пассивность во встрече с чемпионом Клаудио Поллио
См. таблицу турнира.

## Память
Достижению Чан Со Хона и Ли Хо Пёна посвящена почтовая марка КНДР номиналом 30 чон из серии о победителях Олимпиады-80, выпущенной 20 октября 1980 года.